# Восточно-Средиземноморский университет
Восточный средиземноморский университе́т (ВСУ) (тур. Doğu Akdeniz Üniversitesi) — старейший, ведущий  вуз Северного Кипра, расположенный в Фамагусте. Открыт в 1979 году как технологический институт для турок-киприотов. В 1986 году он был преобразован в государственный университет. Кампус находится в 10 км от города Фамагуста.
Университет имеет 139 программ (11 факультетов и 5 школ). Преподавание ведется полностью на английском языке. Существует подготовительная школа английского языка для студентов, которым необходимо улучшить свои знания английского.

## История
Университет был учрежден в 1979 году, как Институт Высоких Технологий. Институт начал обучать студентов на факультетах гражданского строительства, электротехники и машиностроения. На первых порах была трехлетняя программа обучения, в вузе обучалось 105 студентов. В 1984 году факультеты гражданского строительства, электротехники и машиностроения перешли на четырехлетнюю программу обучения. В 1985 году Правительство Турецкой Республики и непризнанной в мире Турецкой Республики Северного Кипра согласовали открытие университета под названием «ВСУ». Члены Совета по высшему образованию Турецкой Республики посетили Институт Высоких Технологий с целью преобразования его в университет.
В 1986 году решением Парламент Турецкой Республики Северного Кипра о создании Фонда образования Северного Кипра и ВМУ (18/86), Институт Высоких Технологий был преобразован в государственный университет с названием «ВМУ». Были открыты факультеты инженерии, искусств и наук, бизнеса и экономики и Школа вычисления и техники.
В 1990 году был открыт архитектурный факультет, а так же Школа туризма и гостиничного менеджмента. В 1996 году открыт юридический факультет, в 1997 году факультет связи, 1999 — педагогический факультет.
В 2005 году ВМУ, с оговорками, стал членом Ассоциации университетов Европы (как университет единого Кипра) и Международной ассоциацией университетов (как университет Турции.)

## Библиотека
Библиотека университета является одной из крупнейших на острове, книжный фонд составляет более 120 тысяч книг. Большой лекционный зал библиотеки используется для проведения конференций и мероприятий. Часто проводятся музыкальные концерты. Комната прослушивания классической музыки активна с 1998 года, увеличивается её коллекция.
В библиотеке есть европейские и американские уголки. Эти уголки содержат материалы об истории и народах Америки. В Европейском уголке в основном представлена информация о Европейском союзе и его структуре.